# Zhu Xiaolin
Zhu Xiaolin, född 20 februari 1984, är en friidrottare från Kina. Hon deltog vid olympiska sommarspelen 2008 och olympiska sommarspelen 2012.